# Ricardo Tapia
Ricardo Tapia (Buenos Aires, Argentina,  13 de septiembre de 1963) es un cantante, músico, compositor y productor de rock argentino, conocido por ser el vocalista y miembro fundador de la agrupación de blues y rock La Mississippi.

## Biografía
Tapia nació en la ciudad de Buenos Aires y en su infancia se trasladó con su familia  a vivir al partido de Florencio Varela. Antes de dedicarse a la música y tras haber terminado el secundario; tuvo diferentes oficios para ganarse la vida. En 1989, forma la primera formación de La Mississippi, quienes por ese entonces se hacían llamar La Mississippi Blues Band, ocupando el rol de cantante y guitarrista; y con quienes realizaba covers de artistas como B.B. King, Muddy Waters, Lightnin' Hopkins, los hermanos John y Edgar Winter, John Mayall & the Bluesbreakers y los tríos argentinos Manal y Vox Dei.
Además de su carrera con La Mississippi, con quien lleva editado once álbumes de estudio y tres en directo; ha trabajado como productor y colaborado con artistas como: Pappo, Claudio Gabis, Alejandro Medina, Memphis la Blusera, Lidia Borda, Ricardo Iorio, Luis Robinson, Pity Álvarez, Luceros el Ojo Daltónico, Bar 12 Blues, Lavaque Blues Band, entre otros.